# Peltodoris mullineri
Peltodoris mullineri Millen & Bertsch, 2000 è un mollusco nudibranchio della famiglia Discodorididae.